# Liste des journaux parus sous la Révolution française

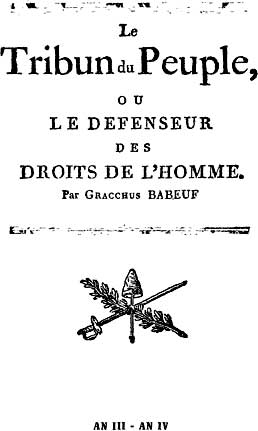
Le Tribun du peuple de Gracchus Babeuf

Liste des Journaux parus sous la Révolution française :
- Haut – A
- B
- C
- D
- E
- F
- G
- H
- I
- J
- K
- L
- M
- N
- O
- P
- Q
- R
- S
- T
- U
- V
- W
- X
- Y
- Z

## A
- L'Accusateur public : Jean-Thomas-Elisabeth Richer de Sérizy ;
- Les Actes des Apôtres (journal royaliste) : Journiac de Saint-Méard, Suleau ;
- L'Ami des citoyens : Jean-Lambert Tallien ;
- L'Ami des lois : François-Martin Poultier ;
- L'Ami des Théophilanthropes : Armand-Joseph Guffroy ;
- L'Ami du peuple : Jean-Paul Marat ;
- L'Ami du peuple par Leclerc : Jean-Théophile Leclerc ;
- L'Ami du roi (journal royaliste) : Thomas-Marie Royou ;
- L'Ami du roi (journal royaliste) : Christophe Félix Louis Ventre de la Touloubre, dit Galart de Montjoie ;
- Les Annales patriotiques et littéraires : Louis-Sébastien Mercier, Jean-Louis Carra ;
- Annales politiques : Simon-Nicolas-Henri Linguet ;
- L'Anti-Fédéraliste : (Comité de salut public) inspiré par Maximilien de Robespierre ;
- L'Anti-fédéraliste : Claude-François de Payan ;
- L'Apocalypse ;
- L'Angus patriote : Charles Théveneau de Morande.

## B
- La Bouche de fer : Claude Fauchet, Nicolas de Bonneville ;
- Bulletin de l'Assemblée nationale ;
- Bulletin du tribunal révolutionnaire : Jean-Baptiste Coffinhal.

## C
- Le Chien et le Chat : Jacques René Hébert ;
- La Chronique de Paris : Condorcet ;
- La Chronique du mois : Jean-Marie Collot d'Herbois, Étienne Clavière, Condorcet ;
- La Chronique scandaleuse, 33 numéros, royaliste, Antoine de Rivarol, Alexandre de Tilly[1] ;
- Conservateur (Le) : Dominique Joseph Garat, Marie-Joseph Chénier, François Daunou ;
- Le Contrepoison ou préservatif contre les motions insidieuses : (journal royaliste) ;
- Correspondance nationale. États généraux (1789) : Pierre-Jacques Fouqueau de Pussy et Charles César Robin ;
- Le Correspondant d'Eure-et-Loir : Pierre Jacques Michel Chasles ;
- Le Correspondant picard (1789) : François-Noël Babeuf, dit Gracchus Babeuf ;
- Le Cosmopolite : Berthold Proli ;
- Le Courrier de Brabant : Camille Desmoulins ;
- Le Courrier des départements : Antoine-Joseph Gorsas ;
- Le Courrier des spectacles ;
- Le Courier de l'Europe : Samuel Swinton, puis Radix de Sainte-Foix (propriétaires), Alphonse-Joseph Serre de la Tour, puis Charles Théveneau de Morande (directeurs) ;
- Le Courrier de Paris, ou le Publiciste François, 1789, chez la Veuve Hérissant ;
- Le Courrier de Provence : Mirabeau ;
- Le Courrier de Versailles à Paris et de Paris à Versailles (de 1789 à 1792) : Antoine-Joseph Gorsas ;
- Le Creuset - ouvrage politique et critique, Paris, 1791, par Jean-Jacques Rutledge ;
- Le Créole Patriote : Claude Milscent (octobre 1792- mars 1794).

## D
- Les Dames nationales ou le Kalendrier des citoyennes : Restif de La Bretonne ;
- Le Défenseur de la liberté : Pierre Philippeaux.
- Le Défenseur de la constitution : Robespierre.

## E
- Les États Géneraux, Mirabeau ;

## F
- La Feuille villageoise : Joseph-Antoine Cerutti ;
- La Feuille du jour (Feuille du matin ?), Pierre-Germain Parisau, monarchiste ;
- La France vue de l'armée d'Italie : Michel Regnaud de Saint-Jean d'Angély.

## G
- La Gazette : Théophraste Renaudot, Nicolas Fallet, Chamfort ;
- Il Giornale patriotico di Corsica :  Philippe Buonarrotti.

## H
- Histoire des Révolutions de France et de Brabant : Camille Desmoulins.

## I
- L'Indépendant : Plancher Valcour

## J
- Journal de la Montagne ;
- Journal de l'opposition : Pierre-François Réal ;
- Journal de Paris : Corancez, Antoine Cadet de Vaux, Dussieux, N. Xhrouet ;
- Journal de Paris : Michel Louis Étienne Regnault de Saint-Jean d'Angely ;
- Journal de Perlet : Charles Frédéric Perlet ;
- Journal des amis de la Constitution : Pierre Choderlos de Laclos ;
- Journal des dames et des modes, 1797
- Journal des débats ;
- Journal des Défenseurs de la patrie ;
- Journal du faubourg Saint-Antoine
- Journal général : l'abbé Fontenai ;
- Journal des Halles, huit numéros, feuille royaliste[1] ;
- Journal des Hommes libres : Pierre-Antoine Antonelle ;
- Journal des laboureurs : Joseph Lequinio ;
- Journal des Lois : Guglielmo Francesco Galletti, Charles-Nicolas Osselin ;
- Journal d'instruction sociale : Nicolas de Condorcet
- Journal du soir sans réflexions et courriers de Paris et de Londres : Étienne Feuillant ;
- Le Journal du soir sans réflexions et le courrier de la capitale : Étienne Feuillant. Denis Tremblay et Jacques René Hébert ;
- Journal politique et littéraire : Simon-Nicolas-Henri Linguet.

## L
- La lanterne magique : Boisset ;
- Lettres à ses commettants : Robespierre.
- Lettres bougrement patriotiques du Père Duchêne : Antoine Lemaire.

## M
- La  Manufacture  ;
- Le Mémorial, ou Recueil historique, politique et littéraire (1797) : Jean-François de La Harpe, Fontanes, Vauxelles ;
- Le Miroir : Claude François Beaulieu (journal royaliste) ;
- Le Modérateur[1]
- Le Moniteur universel : Charles-Joseph Panckouke.

## N
- Nouvelles ecclésiastiques.

## O
- L'Observateur : Gabriel Feydel;
- L'Observateur du département de la Dordogne : Louis-Joseph-Philippe Ballois ;
- L'Orateur du peuple : Stanislas Fréron.

## P
- Le Patriote français : Jacques Pierre Brissot ;
- Le Père Duchesne : Jacques Hébert ;
- Le Père Duchêne de Jean Charles Jumel : Abbé Jean Charles Jumel ;
- Les Petites affiches : Pierre Bénézech ;
- Le Petit Gautier, journal contre-révolutionnaire[2] ;
- Le Point du jour : Barère de Vieuzac ;
- Le Publiciste de la République française: Jacques Roux.

## Q
- Quotidienne (La)  : Coutouli et Ripert, (journal royaliste).

## R
- Le Républicain : Duval ;
- Le Républicain : Condorcet, Thomas Paine ;
- Retour du Père Duchêne, premier poêlier du monde : M. de Mont-Lucy ;
- La Révolution de 1792 : Louis Ange Pitou ;
- Révolutions de France et de Brabant (Les) : Camille Desmoulins ;
- Les Révolutions de Paris : Elisée Loustalot, Sylvain Maréchal, Fabre d'Églantine, Pierre-Gaspard Chaumette, Léger-Félicité Sonthonax ;
- Le Rougyff ou le franc en vedette : Armand-Joseph Guffroy.

## S
- Sentinelle (La) : Louvet, François Daunou.

## T
- Le Thermomètre du jour : Jacques-Antoine Dulaure ;
- Le Tocsin de Liège ;
- Le Tribun du peuple : Gracchus Babeuf ;
- La Tribune des patriotes : Camille Desmoulins, Louis-Marie Stanislas Fréron.

## V
- Vieux Cordelier (Le)  : Camille Desmoulins ;
- Les Vitres cassées (1789) : Antoine Lemaire.